# Rudolf Bamberger
Rudolf Bamberger (* 21. Mai 1888 in Mainz; † im Winter 1944/45 im KZ Auschwitz-Birkenau) war ein deutscher Bühnenbildner, Filmarchitekt und Dokumentarfilm-Regisseur.

## Leben
Bamberger, dessen Mutter Anna Klara, geb. Lewino, bei Clara Schumann Klavier studiert hatte, erhielt eine kaufmännische Ausbildung und studierte in Leipzig Musik. An Berlins Hochschule für Bildende Künste ließ er sich in künstlerischer Gestaltung fortbilden. Zusammen mit seinem Bruder Ludwig Berger arbeitete Bamberger während des Ersten Weltkriegs am Theater in Mainz, so 1916 bei der Inszenierung der Mozart-Oper Gärtnerin aus Liebe. In Berlin gestaltete Bamberger die Bauten zu den Kinofilmen seines Bruders und die Bühnenbilder bzw. Kostüme zu Bergers Theaterinszenierungen Himmel und Hölle und Die Heilige aus USA. Zwischendurch betätigte sich Rudolf Bamberger auch als Autor. Ein Ausflug nach Hollywood 1927 an der Seite Ludwigs blieb ohne filmische Folgen.
Kurz nach Beginn der Tonfilmära begann Rudolf Bamberger Dokumentarfilme zu inszenieren. Mit Curt Oertel gründete er eine eigene Produktionsfirma, die 1932 ihre Arbeit aufnahm. In der Folgezeit entstanden zumeist kurze Dokumentationen über die Dome bzw. Münster von Naumburg, Mainz und Straßburg. Infolge der Machtergreifung sah sich der Jude Bamberger genötigt, 1934 Deutschland zu verlassen und folgte Ludwig kurzzeitig nach Paris und London. 1938 ließen sich Bamberger und seine Frau, die Schauspielerin Hanna Waag, in Luxemburg nieder. Dort fand er Beschäftigung in einer Brauerei. Nach der Landung der Alliierten in der Normandie wurde Bamberger 1944 verhaftet und im Herbst desselben Jahres nach Auschwitz deportiert. Sein letztes Lebenszeichen stammt vom 9. Dezember 1944, als er im Häftlingsbau Block 20 nachzuweisen ist. Bamberger starb wenige Wochen vor der Befreiung des Lagers unter ungeklärten Umständen.
Rudolf Bamberger und sein Bruder Ludwig Berger waren Cousins 2. Grades der Pianistin Grete Sultan.

## Filmografie
als Filmarchitekt
- 1921: Der Roman der Christine von Herre
- 1922: Ein Glas Wasser
- 1923: Der verlorene Schuh
- 1925: Ein Walzertraum
- 1927: Der Meister von Nürnberg
- 1929: Das brennende Herz

als Regisseur von kurzen Dokumentarfilmen
- 1932: Wildwasserfahrt durch die Schwarzen Berge (auch Co-Produktion)
- 1932: Pilze im Herbstwald (auch Co-Produktion)
- 1932: Die steinernen Wunder von Naumburg (auch Co-Produktion und Drehbuch)
- 1933: Die Naumburger Passion (auch Co-Produktion und Drehbuch)
- 1934: Über uns der Dom (auch Co-Drehbuch)
- 1934: Eine Symphonie in Stein (auch Drehbuch)